# Landsfodboldturneringen 1915-16
Landsfodboldturneringen 1915-16 var den tredje sæson om Danmarksmesterskabet i fodbold for herrer organiseret af DBU. Turneringen blev for første gang vundet af B 93.

## Baggrund
På grund af risiko ved sejlads i Østersøen i forbindelse med 1. Verdenskrig var Bornholms Boldspil Union ikke repræsenteret i turneringen. Vinderen af Provinsmesterskabsturneringen mødte nummer to fra A-rækken under Københavns Boldspil Union (KBU) om en plads i finalen. Vinderen af den københavnske A-Rækken kvalificerede sig direkte til finalen.

## Provinsmesterskabsturneringen

### 1. runde
| 1. juni 1916 |

| OB | 9 - 2 | Randers Freja |
| -- | ----- | ------------- |
|    |       |               |

| Vejle |

| 1. juni 1916 |

| B 1901 | 3 - 1 | FIF Hillerød |
| ------ | ----- | ------------ |
|        |       |              |

| Vordingborg |

### Finale
| 4. juni 1916 |

| OB | 2 - 0 | B 1901 |
| -- | ----- | ------ |
|    |       |        |

| Odense Tilskuere: 1.500 |

## A-Rækken (København)
| Pos | Hold   | K  | V | U | T  | M+ | M- | MR    | P  | Kvalifikation eller nedrykning |
| --- | ------ | -- | - | - | -- | -- | -- | ----- | -- | ------------------------------ |
| 1   | KB (M) | 10 | 7 | 1 | 2  | 38 | 13 | 2,923 | 15 |                                |
| 2   | B 93   | 10 | 7 | 1 | 2  | 47 | 21 | 2,238 | 15 |                                |
| 3   | AB     | 10 | 7 | 1 | 2  | 41 | 20 | 2,050 | 15 |                                |
| 4   | Frem   | 10 | 5 | 1 | 4  | 23 | 18 | 1,278 | 11 |                                |
| 5   | B 1903 | 10 | 2 | 0 | 8  | 21 | 52 | 0,404 | 4  |                                |
| 6   | ØB     | 10 | 0 | 0 | 10 | 5  | 51 | 0,098 | 0  | Kvalifikation til A-Rækken[A]  |

1. ^ Kvalifikation til A-Rækken: Velo Hellerup - ØB 2-0.[1]

### Ekstra Slutspil
| Pos | Hold   | K | V | U | T | M+ | M- | MR    | P | Kvalifikation                |
| --- | ------ | - | - | - | - | -- | -- | ----- | - | ---------------------------- |
| 1   | KB (M) | 2 | 1 | 0 | 1 | 5  | 3  | 1,667 | 2 | Kvalifikation til finale     |
| 2   | B 93   | 2 | 1 | 0 | 1 | 5  | 5  | 1,000 | 2 | Kvalifikation til semifinale |
| 3   | AB     | 2 | 1 | 0 | 1 | 5  | 7  | 0,714 | 2 |                              |

| 21. maj 1916 |

| AB                                                             | 3 - 2   | KB                                   |
| -------------------------------------------------------------- | ------- | ------------------------------------ |
| Svend Ringsted 12' (strf.) · Erik Eriksen 31' · Svend Holm 50' | (2 - 0) | Kristian Gyldenstein 49' · ??? 80' · |

| Idrætsparken, København Tilskuere: 7.000 |

| 28. maj 1916 |

| KB                                                                     | 3 - 0   | B 93              |
| ---------------------------------------------------------------------- | ------- | ----------------- |
| Poul 'Tist' Nielsen 36' · Kristian Gyldenstein 50' · Oskar Nørland 68' | (1 - 0) | Michael Rohde 63' |

| Idrætsparken, København Tilskuere: 8.000 |

| 1. juni 1916 |

| B 93                                                             | 5 - 2   | AB                                       |
| ---------------------------------------------------------------- | ------- | ---------------------------------------- |
| Carl Schultz 5' 20' · Christian Grøthan 35' 75' · Otto Palby 40' | (4 - 2) | Sven V. Knudsen 10' · Erik Eriksen 22' · |

| Idrætsparken, København Tilskuere: 6.000 |

## Semifinale
| 12. juni 1916 |

| B 93 | 9 - 3   | OB |
| ---- | ------- | -- |
|      | (5 - 3) |    |

| Idrætsparken, København Tilskuere: 2.000 |

## Finale
| 14. juni 1916 |

| KB                                                 | 2 - 3   | B 93                                      |
| -------------------------------------------------- | ------- | ----------------------------------------- |
| Svend Aage Castella 65' strf. · Edmund Nørland 78' | (0 - 2) | Anthon Olsen 13' 22' · Carl Schultz 70' · |

| Idrætsparken, København Tilskuere: 4.500 Dommer: Hagbard Vestergaard |